# Manchester City FC (rezerva a akademie)
Manchester City Elite Development Squad (zkráceně Elite Development Squad nebo EDS) je rezervní tým Manchesteru City, ve kterém hrají hráči do věkové kategorie 21 let. Rezerva hraje anglickou Premier League U21, což je nejvyšší soutěž v této věkové kategorii.
Manchester City Akademie je výběr hráčů do 18 let, hrající FA Youth Cup a Premier League U18. Akademie Manchesteru City je hodnocená jako jedna z nejlepších v Anglii.

## Sestava U21
Aktuální k datu: 19. únor 2016
| Číslo |           | Pozice | Hráč              |
| ----- | --------- | ------ | ----------------- |
| 50    | Španělsko | O      | Pablo Maffeo      |
| 51    | Francie   | Ú      | David Faupala     |
| 52    | Anglie    | Z      | Kean Bryan        |
| 53    | Anglie    | O      | Tosin Adarabioyo  |
| 59    | Kosovo    | Z      | Bersant Celina    |
| 61    | Anglie    | Z      | James Horsfield   |
| 62    | Anglie    | Z      | Brandon Barker    |
| 67    | Belgie    | O      | Mathias Bossaerts |
| 73    | Anglie    | Z      | George Glendon    |
| 74    | Anglie    | O      | Ellis Plummer     |
| 75    | Rakousko  | Z      | Sinan Bytyqi      |
| 76    | Španělsko | Z      | Manuel Garcia     |

| Číslo |             | Pozice | Hráč                 |
| ----- | ----------- | ------ | -------------------- |
| 77    | Anglie      | O      | Cameron Humphreys    |
| 82    | Španělsko   | Z      | Aleix García Serrano |
| 85    | Anglie      | Z      | Denzeil Boadu        |
| 87    | Portugalsko | Z      | Jorge Intima         |
| 88    | Anglie      | B      | Angus Gunn           |
| —     | Wales       | B      | Billy O'Brien        |
| —     | Norsko      | B      | Kjetil Haug          |
| —     | Anglie      | O      | Ashley Smith-Brown   |
| —     | Wales       | O      | Sam Tattum           |
| —     | Španělsko   | Z      | Brahim Diaz          |
| —     | Anglie      | Z      | Aaron Nemane         |
| —     | Francie     | Ú      | Thierry Ambrose      |

## Sestava U18
| Číslo |            | Pozice | Hráč             |
| ----- | ---------- | ------ | ---------------- |
|       | Anglie     | B      | Charlie Albinson |
|       | Anglie     | B      | Daniel Grimshaw  |
|       | Anglie     | O      | Lewis Blackshaw  |
|       | Anglie     | O      | Callum Bullock   |
|       | Anglie     | O      | Joe Coveney      |
|       | Anglie     | O      | Demeaco Duhaney  |
|       | Ghana      | O      | Ash Kigbu        |
|       | Anglie     | O      | Josh Murray      |
|       | Anglie     | O      | Charlie Oliver   |
|       | Nigérie    | O      | Nathaniel Oseni  |
|       | Nizozemsko | Z      | Rodney Kongolo   |

| Číslo |            | Pozice | Hráč             |
| ----- | ---------- | ------ | ---------------- |
|       | Senegal    | Z      | Sadou Diallo     |
|       | Anglie     | Z      | Jacob Davenport  |
|       | Nizozemsko | Z      | Javairo Dilrosun |
|       | Rumunsko   | Z      | Emanuel Vasi     |
|       | Anglie     | Z      | Marcus Wood      |
|       | Anglie     | Z      | Will Patching    |
|       | Španělsko  | Z      | Paolo Fernandes  |
|       | Anglie     | Ú      | Isaac Buckley    |
|       | Švédsko    | Ú      | Zackarias Faour  |
|       | Anglie     | Ú      | Joe Hardy        |
| 28    | Španělsko  | Ú      | Hadi Ramadan     |

## Úspěchy

### Elite Development Squad
- Premier League International Cup ( 1× )
  - 2014/15
- The Central League ( 4× )
  - 1977/78, 1986/87, 1999/00, 2007/08
- Lancashire Senior Cup ( 6× )
  - 1920/21, 1922/23, 1927/28, 1929/30, 1952/53, 1973/74

### Akademie
- FA Youth Cup ( 2× )
  - 1986, 2008
- Premier League U18 ( 1× )
  - Mistr jižní divize: 2015/16